# John Curtin
Pour les articles homonymes, voir Curtin.
John Joseph Curtin, né le 8 janvier 1885 et mort le 5 juillet 1945, est un homme d'État australien qui est le quatorzième Premier ministre d'Australie. Il est à la tête du pays quand celui-ci est sous la menace directe de l'armée japonaise durant la Seconde Guerre mondiale. Il est considéré par beaucoup comme l'un des plus grands Premiers ministres australiens. Le général Douglas MacArthur a dit de lui qu'il a été « l'un des plus grands chefs d'État pendant la période de guerre ». Son prédécesseur, Arthur Fadden du Country Party a écrit : « À mon avis, il n'y a pas eu de plus grande figure politique australienne pendant mon existence que celle de Curtin. ».

## Jeunesse

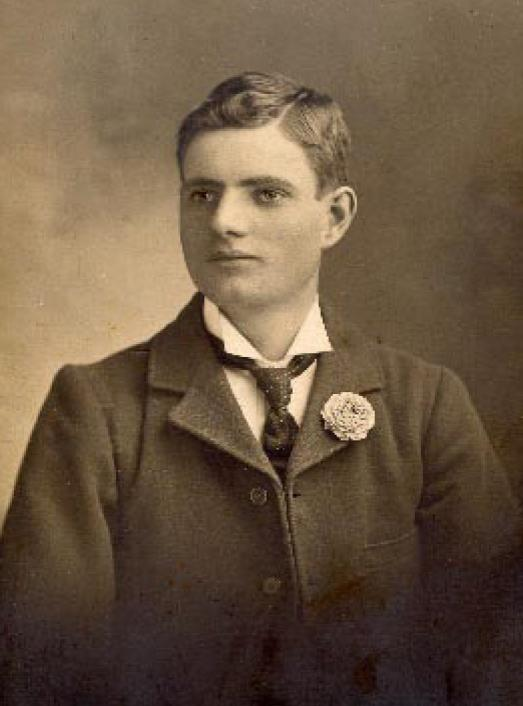
John Curtin en 1908.

Curtin est né à Creswick un village du centre de l'État de Victoria. Son père est un officier de police d'origine irlandaise. Il va à l'école primaire puis à partir de l'âge de douze ans, travaille en usine à Melbourne. Il rejoint très jeune le Parti travailliste australien et le Parti socialiste du Victoria, un groupe marxiste. Il écrit dans les journaux radicaux ou socialistes sous le nom de « Jack Curtin ».
En 1911 Curtin est employé au secrétariat du syndicat des travailleurs du bois et, pendant la Première Guerre mondiale il milite contre la conscription. La féministe Adela Pankhurst milite avec lui. Il est candidat du parti travailliste pour la circonscription de Balaklava en 1914. Il est emprisonné quelques jours pour avoir refusé de passer un examen médical obligatoire alors qu'il savait qu'il serait réformé à cause de sa mauvaise vue. La pression de cette période le conduit à boire plus que de raison, ce qui nuit à sa carrière pendant de nombreuses années. En 1917, il épouse Elsie Needham, la sœur d'un sénateur travailliste.

## Homme politique
Curtin s'installe à Perth en 1918 pour diriger le Westralian Worker, le journal officiel du syndicat. Il apprécie la vie moins stressante de l'Australie-Occidentale et ses vues politiques deviennent moins radicales. Il est plusieurs fois candidat travailliste aux élections fédérales avant de réussir à obtenir le poste de député de Fremantle aux élections générales de 1928. Il espère être nommé ministre dans le gouvernement de James Scullin mais son habitude de boire fait qu'il est mis à l'écart. Il perd son siège aux élections de 1931 mais le récupère en 1934.
Quand Scullin démissionne de la tête du parti travailliste en 1935, Curtin est élu à sa place avec une voix de majorité à la surprise générale. L'aile gauche du parti et le groupe syndical votent pour lui pour contrer son rival Frank Forde qui a soutenu la politique économique du gouvernement Scullin. Le groupe lui fait aussi promettre de ne plus boire ce qu'il fait. Son parti progresse de quelques sièges aux élections de 1937 mais le parti de Joseph Lyons gagne cependant avec une confortable avance; après la mort de Lyons en 1939, la position du parti travailliste s'améliore. Curtin rate de quelques sièges la victoire aux élections de 1940.

## Premier ministre

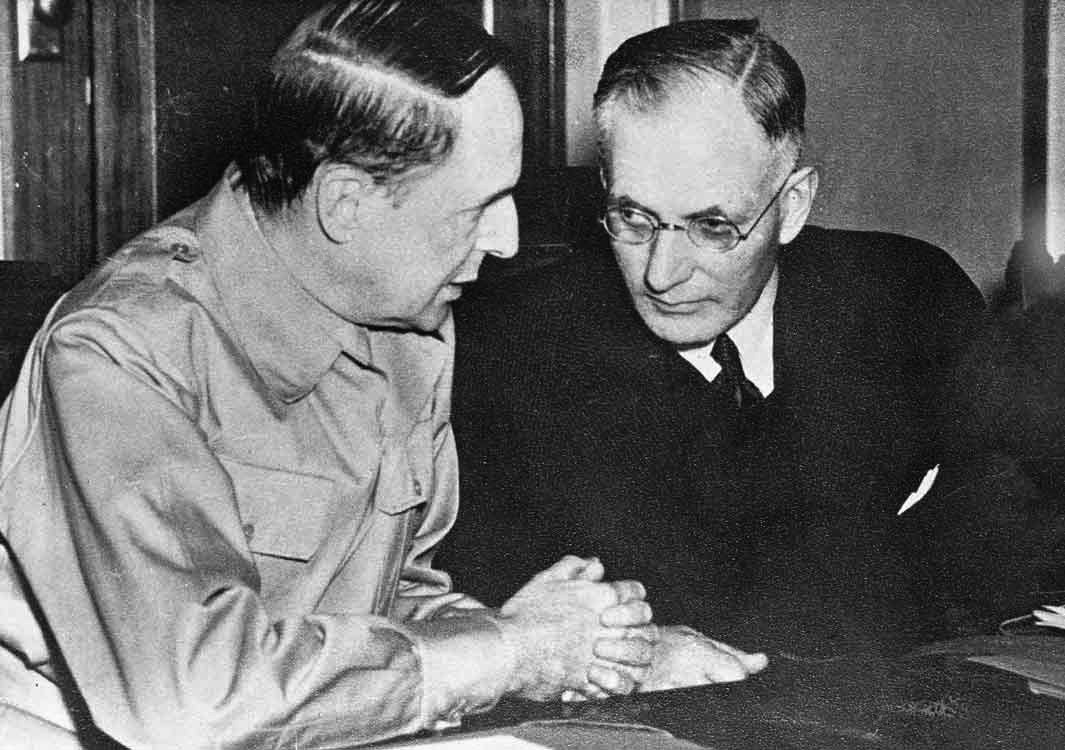
Curtin avec Douglas MacArthur discutant de la guerre en 1942.

Curtin refuse la proposition de Robert Menzies de former un gouvernement d'union nationale, en partie par peur de voir le parti travailliste éclater. En octobre 1941 les deux parlementaires indépendants qui avaient soutenus les conservateurs au pouvoir depuis 1940 apportent leurs soutiens aux travaillistes et Curtin devient Premier Ministre.
Le 8 décembre, après le bombardement de Pearl Harbor, éclate la guerre du Pacifique qui amène rapidement Curtin à prendre des décisions cruciales pour le pays.
Curtin établit des relations de travail très étroites avec le commandant en chef des forces alliées pour la zone du Pacifique sud-ouest, le général Douglas MacArthur. Curtin pense que l'Australie serait abandonnée par les alliés si une voix puissante ne se faisait pas entendre pour la soutenir à Washington et il souhaite que cette voix soit celle du général MacArthur. Il lui donne le commandement des forces australiennes, sous les ordres directs du gouvernement australien.

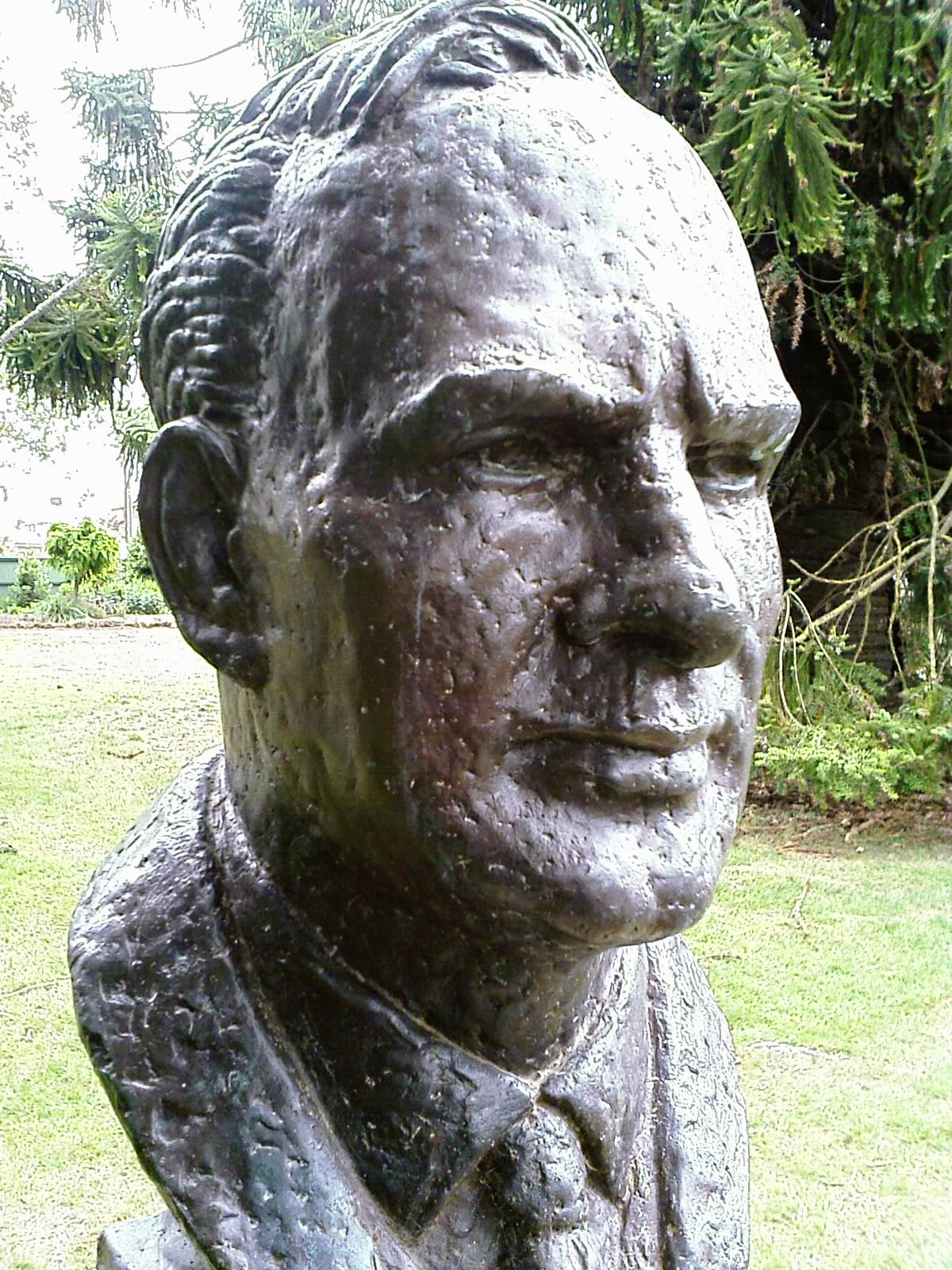
Buste de John Curtin à Ballarat.

Le gouvernement australien a accepté que son premier corps d'armée soit transféré de l'Afrique du Nord aux Indes orientales néerlandaises. En février 1942,après la chute de Singapour et la perte de la 8e division, Churchill tente de récupérer le 1er corps d'armée australien pour renforcer les troupes britanniques à Burma et ce sans l'accord du gouvernement australien. Curtin exige le retour de ses troupes en Australie en acceptant tout de même de laisser la plus grande partie de la 6e division à Ceylan.
La menace japonaise se traduit le 19 février 1942 par le bombardement japonais de Darwin, le premier des bombardements aériens que doit subir l'Australie.
À la fin de 1942, après les batailles de la mer de Corail, de la Milne Bay et de la Kokoda Track (en Nouvelle-Guinée) qui opposent les forces japonaises aux forces australiennes, à proximité du pays, la population sent la menace d'invasion japonaise qui pèse sur leur pays. En août 1942, le parti travailliste australien remporte la plus grande victoire électorale de son existence.
Curtin étend aussi les termes de la loi de défense pour que les troupes de réserve australiennes puissent être déployées hors d'Australie, dans les pays du sud-ouest du Pacifique que le Gouverneur général considère comme associés à la défense de l'Australie. Ce projet se heurte à l'opposition de la plupart de ses anciens défenseurs de l'aile gauche du parti conduits par Arthur Calwell.
Le stress de cette bataille à l'intérieur de son propre parti affecte gravement sa santé, qui se dégrade fortement au début de 1945. Il meurt le 5 juillet 1945 à l'âge de 60 ans. Il est enterré à Perth le 9 juillet.
Il est remplacé pendant un court intervalle de temps par Frank Forde, puis une semaine plus tard, après des élections internes au parti, par Ben Chifley.
Il est à ce jour l'unique Premier ministre issu d'une circonscription d'Australie occidentale.

## Dans la culture populaire et reconnaissance
- Curtin dirige la civilisation australienne dans le jeu vidéo Civilization VI développé par Firaxis Games en 2016[6].
- La cattle station Curtin Springs a été nommée en son honneur[7].